# DCE分散式檔案系統
DCE分散式檔案系統（英語：DCE Distributed File System，縮寫為DCE/DFS），一種分散式檔案系統，使用於分散式運算環境（DCE）中。它的核心是一套遠端檔案存取的網路協定，基於Transarc公司開發的安德魯檔案系統第三版(AFS-3)網路協定發展而成，它最早起源於卡內基梅隆大學開發的安德魯檔案系統。2000年時，IBM公司公布OpenAFS時，也對外公開釋出這個協定的文件。但在2005年之後，IBM公司已經不再繼續維護這套標準，轉而開發先進分散式檔案系統（Advanced Distributed File System，ADFS）。
這套協定由開放軟體社群繼續發展。1989年，開放軟體基金會開發的分散式運算環境，採用了這套系統，作為它的一部份，並以LGPL釋出。

## 外部連結
- DCE官方網頁（页面存档备份，存于）
- 線上DCE文件（页面存档备份，存于）
- IBM DFS網頁